# Endimione (Metastasio)
Endimione ist ein Libretto zu einer Serenata in zwei Akten von Pietro Metastasio. Erstmals aufgeführt wurde es in der Vertonung von Domenico Sarro am 30. Mai 1721 in Neapel zur Hochzeit des Prinzen von Belmonte, Antonio Pignatelli, mit Anna Francesca Pinelli di Sangro. Es ist der Schwester des Bräutigams, Marianne Pignatelli, Gräfin von Althann, einer Hofdame der Kaiserin Elisabeth, gewidmet.

## Handlung
Das Stück handelt von Endimione, dem Mythos zufolge ein Hirte oder der König von Elis auf der Peloponnes, in den sich die Mondgöttin Selene verliebte. In späteren Mythen wurde Selene mit der Jagdgöttin Artemis bzw. römisch Diana gleichgesetzt. Metastasios Libretto beschreibt die erste Begegnung der beiden und die dazugehörigen Intrigen Amors. Endymions späteres Schicksal – er wird in ewigen Schlaf versetzt und jede Nacht von der Mondgöttin besucht – bleibt unberücksichtigt.
Die folgende Inhaltsangabe basiert auf der Volltextausgabe des Librettos im Project Gutenberg.

### Erster Akt
Ländliche Gegend mit Lorbeerbüschen
Die Jagdgöttin Diana zürnt ihrer Lieblingsnymphe Nice. Sie vermutet, dass diese ihr Keuschheitsgebot gebrochen und sich verliebt hat. Nice gelingt es nicht, sie vom Gegenteil zu überzeugen. Der Liebesgott Amore erscheint in Gestalt des Hirten Alceste und bietet Diana seine Freundschaft an. Dass er gleichzeitig ihr Liebesverbot ironisch in Frage stellt, vergibt sie ihm wegen seiner Jugend.
In der Zwischenzeit trifft sich Nice mit Endimione. Ihren Wunsch, eine Weile bei ihm ruhen zu dürfen, lehnt er grob ab und behauptet, seine einzige Liebe gelte der Jagd. Nachdem sich Nice traurig entfernt hat, ist Endimione froh, seine Ruhe zu haben und legt sich an einem schattigen Ort schlafen. Amore hat ihn beobachtet und versteckt sich in der Nähe. Er wartet auf eine Gelegenheit, sich zu rächen. Da nähert sich Diana, erblickt den schlafenden Endimione und verliebt sich auf der Stelle in ihn. Endimione, der sich im Traum von Nice verfolgt gesehen und dabei ihren Namen ausgesprochen hat, wacht auf und fleht Diana zunächst um Vergebung für seine unabsichtliche Verfehlung an. Dann verfällt auch er allmählich ihren Reizen. Aus Angst, sie zu erzürnen, leugnet er jedoch seine Gefühle und bleibt auch standhaft, nachdem sie ihm ihre Liebe erklärt hat. Erst nachdem Amore ihm zugeredet hat, kann er sich seine Gefühle eingestehen.

### Zweiter Akt
Ein Wald
Diana kehrt mit ihrem Geliebten Endimione in ihr Reich zurück. Sie macht sich wenig Gedanken darüber, wie die anderen Götter ihren Sinneswandel aufnehmen werden. Da sie selbst das Treuegebot ausgesprochen habe, könne sie es auch selbst wieder zurücknehmen. Nachdem sich Endimione entfernt hat, kommt Amore und erzählt Diana vom Verhältnis zwischen Endimione und Nice, die sich soeben unter den Lorbeerbüschen getroffen haben, um über ihre Liebe zu reden. Zornig schwört Diana Rache, und Amores Sticheleien über die Eifersucht entfachen ihre Wut noch mehr. Amore sieht seinen Sieg nahen.
Die von Endimione verschmähte Nice versucht, Alceste (Amore) für sich zu gewinnen, doch dieser weist sie ab und behauptet, bereits in Endimione verliebt zu sein. Nice ist von widersprüchlichen Gefühlen überwältigt. Als Endimione sie auf seiner Suche nach Diana nach ihr fragt, hat sie nur zornige Worte für ihn.
Nice gesteht Diana ihre unglückliche Liebe zu Endimione. Sie werden von Alceste (Amore) unterbrochen, der berichtet, dass Endimione von einem Wildschwein angegriffen und tödlich verwundet worden sei. Diana ist verzweifelt und gibt zu, dass die Liebe gewonnen habe. Sie bittet Alceste, sie zu Endimione zu führen, damit sie sich von ihm verabschieden kann. Da kommt Endimione selbst unversehrt zu ihnen. Alceste gibt zu, gelogen zu haben und offenbart ihnen seine wahre Identität als Amore. Diana und Endimione haben nun zusammengefunden und sehen keinen Grund, Amore seine List übelzunehmen. Nur die verschmähte Nice ist niedergeschlagen. Um sie zu trösten, gestattet Diana ihr, zu lieben, wen immer sie wolle, sofern sie ihr Endimione überlasse.

## Vertonungen
Folgende Komponisten vertonten dieses Libretto:
| Komponist                                          | Uraufführung                                      | Aufführungsort       | Anmerkungen |  |
| -------------------------------------------------- | ------------------------------------------------- | -------------------- | --- |  |
| Domenico Sarro                                     | 30. Mai 1721                                      | Neapel               | „serenata“; zur Hochzeit von Antonio Pignatelli, dem Prinzen von Belmonte, mit Anna Francesca Pinelli di Sangro                                                                                    |  |
| Antonio Bioni                                      | 7. Januar 1727, Theater im Ballhaus               | Breslau              | Libretto möglicherweise von Francesco Mazzari |  |
| Giuseppe Maria Buini                               | 1729, Teatro Formagliari                          | Bologna              | In dieser Aufführung sang der Soprankastrat Giovanni Battista Mancini die Rolle des Amore. Er wird gelegentlich als Komponist des Werks genannt.                                                   |  |
| Domenico Alberti                                   | 1737                                              | Venedig              | |  |
| Giovanni Battista Pescetti                         | 1. Dezember 1739, Little Theatre in the Haymarket | London               | „serenata“ Diana e Endimione |  |
| Daniel Gottlieb Treu                               | 1741                                              | Hirschberg           | „serenata“; Zuschreibung unsicher |  |
| Andrea Bernasconi                                  | 13. Februar 1742, Teatro San Giovanni Crisostomo  | Venedig              | „serenata“; überarbeitet 1756 oder 1766 im Neuen Hoftheater in München |  |
| Johann Adolph Hasse                                | Juli 1743                                         | Neapel?              | „festa teatrale“; vermutlich auch in den 1750er Jahren in Warschau |  |
| anonym                                             | 1746, Teatro Coletti                              | Florenz              | bearbeitet von Caldari als Le gare fra gli dei |  |
| Giovanni Battista Mele                             | Frühjahr 1749, Buen Retiro                        | Madrid               | „serenata“ Endimion y Diana; bei dem 1755 und am 16. Oktober 1756 unter dem Namen Indimión y Diana aufgeführten Werk (Kopie von J. Herrando) handelt es sich vermutlich um die Vertonung Meles.    |  |
| Manuel Pla (Teil 1) und Francesco Montali (Teil 2) | 1752 in einem der königlichen Schlösser           | Madrid oder Aranjuez | „serenata“ („cantata a cinque voci“) El Endimion |  |
| Nicola Conti                                       | 26. Juli 1752                                     | Neapel               | Zuschreibung unsicher; möglicherweise Bearbeitung der Serenata von Manuel Pla und Francesco Montali                                                                                                |  |
| Ignazio Fiorillo                                   | 1754                                              | Braunschweig         | überarbeitet 1763 als Diana ed Endimione in Kassel |  |
| Nicola Sabatino                                    | 1758, Academy of Music                            | Dublin               | „serenata“ |  |
| Niccolò Jommelli                                   | Frühling 1759, Hoftheater                         | Stuttgart            | erste Fassung; „pastorale“ Endimione, ovvero Il trionfo d’Amore |  |
| Nicola Conforto                                    | 18. Februar 1764, Haus des Botschafters Rosenberg | Madrid               | „serenata“ |  |
| Giuseppe Sigismondo                                | 1764–1765                                         | Neapel               | „cantata“; auch 1767 in Wien |  |
| Antonio Rugarli                                    | 1769, Teatro Sanvitale                            | Parma                | „componimento pastorale“ in drei Akten |  |
| anonym                                             | 1769                                              | Koblenz              | |  |
| Johann Christian Bach                              | 6. April 1772, King’s Theatre am Haymarket        | London               | „serenata“; überarbeitet von Niccolò Jommelli (Musik) und Giovan Gualberto Bottarelli (Libretto) als „azione drammatica teatrale per musica“ am 24. Juli 1773 sowie 1774 im Hoftheater in Mannheim |  |
| Joseph Aloys Schmittbaur                           | 1772                                              | Karlsruhe            | Libretto anonym bearbeitet als „operetta“ in einem Akt Endymion |  |
| Michael Haydn                                      | 17. November 1776                                 | Salzburg             | „serenata“; der University of Western Ontario zufolge bereits um 1773 |  |
| Niccolò Jommelli                                   | 29. Juni 1780, Palazzo Queluz                     | Lissabon             | zweite Fassung; „serenata per musica“ L’Endimione |  |
| Pietro Alessandro Guglielmi                        | 28. September 1781, Accademia di Dame e Cavalieri | Neapel               | „componimento drammatico“; Libretto bearbeitet von Luigi Serio als Diana amante |  |
| João de Sousa Carvalho                             | 25. Juli 1783, Palazzo Queluz                     | Lissabon             | „dramma per musica“ |  |
| Gaspare Rugarli                                    | 1795                                              | Parma                | |  |

## Aufnahmen und Aufführungen in neuerer Zeit
- Johann Christian Bach:
  - 1999: CD mit dem VokalEnsemble Köln und der Cappella Coloniensis unter der Leitung von Bruno Weil. Die Sänger waren Jörg Waschinski (Amore), Vasiljka Jezovšek (Diana), Ann Monoyios (Nice) und Jörg Hering (Endimione). Diese Einspielung erzielte 2000 eine ECHO-Klassik-Auszeichnung in der Kategorie „Operneinspielung des Jahres“.[38][39]

## Digitalisate
1. ↑  Libretto (italienisch) der Serenata von Andrea Bernasconi, München 1766 als Digitalisat beim Münchener Digitalisierungszentrum.
2. ↑  Partitur der Kantate von Giuseppe Sigismondo als Digitalisat im Portal Internet Culturale.
3. ↑  Libretto (italienisch) der Serenata von Antonio Rugarli, Parma 1769 als Digitalisat im Museo internazionale e biblioteca della musica di Bologna.
4. ↑  Libretto (italienisch) der Serenata von Johann Christian Bach, London 1772 als Digitalisat bei Gallica.
5. ↑  Libretto (italienisch)  der Oper von Niccolò Jommelli, Lissabon 1780. Digitalisat im Corago-Informationssystem der Universität Bologna.
6. ↑  Libretto (italienisch) der Serenata von Pietro Alessandro Guglielmi, Neapel 1781 als Digitalisat im Internet Archive.
7. ↑  Libretto (italienisch)  der Oper von João de Sousa Carvalho, Lissabon 1783. Digitalisat im Corago-Informationssystem der Universität Bologna.